# Блек Спрингс (Минесота)
Блек Спрингс (енгл. Blackduck) град је у америчкој савезној држави Минесота.

## Демографија
По попису из 2010. године број становника је 785, што је 89 (12,8%) становника више него 2000. године.
| Група             | 2000.       | 2010.       |
| Белци             | 637 (91,5%) | 697 (88,8%) |
| Афроамериканци    | 6 (0,9%)    | 3 (0,4%)    |
| Азијати           | 1 (0,1%)    | 4 (0,5%)    |
| Хиспаноамериканци | 5 (0,7%)    | 16 (2,0%)   |
| Укупно            | 696         | 785         |